# Стодулки (станция метро)

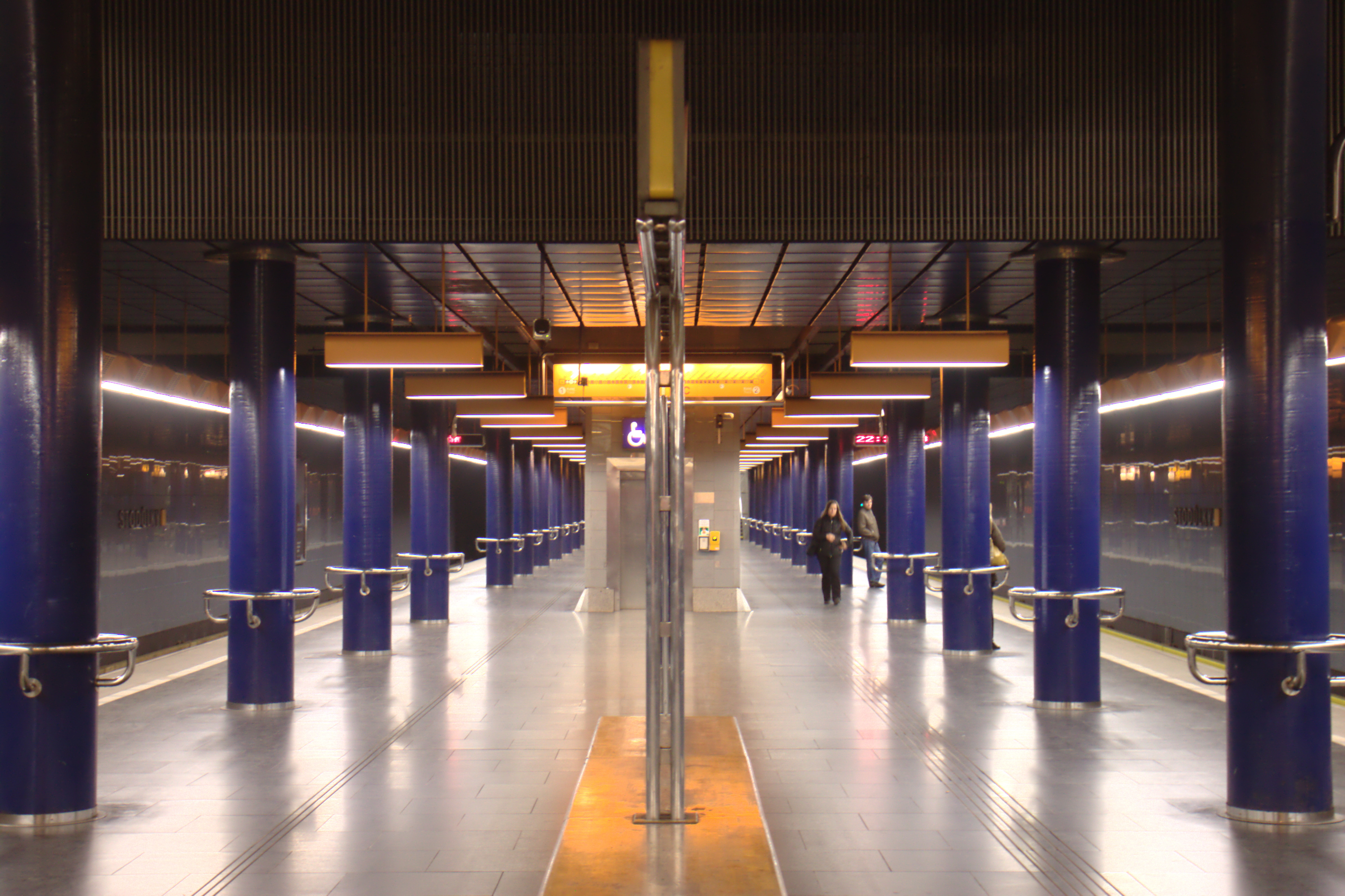
Станция «Стодулки»

«Стодулки» (чеш. Stodůlky) — станция пражского метрополитена. Расположена на линии В между станциями «Зличин» и «Лука».

## Характеристика станции
Станция открыта 11 ноября 1994 года в составе четвёртого пускового участка линии В «Nové Butovice - Zličín». Станция находится на западе города в одноимённой местности. Станция мелкого заложения, колонная, трёхпролётная. По оформлению похожа на станцию «Зличин» (отличия — отделка путевых стен пластиком и своеобразные поручни вокруг колонн). Имеет два вестибюля, однако в течение первых шестнадцати лет пассажиров принимал только восточный вестибюль, западный вестибюль был открыт в 2010 году.
Станция Стодулки очень похожа на станцию Смиховское надра́жи. Она расположена под землей на небольшой глубине (13,1 м) и имеет островную платформу. Платформа построена на нескольких уровнях и поддерживается двумя рядами столбов.

Отделка внутри станции выполнена синими керамическими плитами или металлом. Станция была одной из самых малозагруженных; количество пассажиров здесь составляло около 8 000 человек (в день?), что незначительно больше, чем, например, на станциях Радлицка или Кольбенова. В настоящее время (2014) ситуация изменилась, и количество пассажиров значительно выросло из-за новых административных комплексов крупных компаний рядом с метро - например, Siemens, Siemens Mobility, Interoute Czech, Hyundai Motors Czech, Diebold Nixdorf, Bisnode, Bayer, Stada Pharma, Komerční banka или Vodafone. Также частично завершено строительство жилого квартала Британский квартал (2019), и здесь строятся дополнительные здания для жилья и офисов.